# Periodiek systeem
Het periodiek systeem der elementen of de tabel van Mendelejev is een tabel waarin alle bekende chemische elementen systematisch zijn gerangschikt, op grond van hun atoomnummer, ofwel het aantal protonen in hun atoomkern. Daarbij staan de elementen met een vergelijkbare elektronenconfiguratie (en daardoor met vergelijkbare chemische eigenschappen) boven elkaar. De tabel bevat vier rechthoekige blokken: respectievelijk de s-, p-, d- en f-blokken. Binnen een gegeven horizontale rij of periode behoren de elementen aan de linkerkant tot de metalen, en die aan de rechterkant tot de niet-metalen.
De horizontale rijen van de tabel zijn de periodes, de verticale kolommen vormen de groepen. Zes van de achttien groepen hebben een groepsnaam; zo wordt groep 17 gevormd door de halogenen, terwijl groep 18 alle edelgassen omvat. Met de rangschikking van het periodiek systeem kunnen overeenkomsten worden voorspeld tussen de chemische eigenschappen van verschillende elementen, net als eigenschappen van nog onbekende, onontdekte elementen. Het periodiek systeem is een nuttig raamwerk om chemisch gedrag mee te analyseren, en wordt uitgebreid gebruikt in de chemie en andere natuurwetenschappen.
Hoewel er voorgangers bestaan, werd de eerste herkenbare tabel gepubliceerd door Dmitri Mendelejev, in 1869. Hij ontwikkelde zijn tabel om periodieke trends aan te tonen in de verzameling van destijds bekende elementen. Mendelejev voorspelde ook enkele eigenschappen van toen onbekende elementen, waarvan hij verwachtte dat die de nog openstaande gaten in de tabel zouden opvullen. Bij de ontdekking van ieder van deze elementen bleken zijn voorspellingen steeds grotendeels correct. Het periodiek systeem van Mendelejev is sindsdien uitgebreid, en verfijnd, met de ontdekking (en de synthese) van nieuwe elementen. Daarnaast zijn er nieuwe theoretische modellen ontwikkeld om chemisch gedrag te verklaren.
|              | 1 Ia         |              |                   |                   |                   |                   |                   |                   |                   |                   |                   |                   |         |        |        |        |         | 18 0   |
| 1            | 1 H          | 2 IIa        | periodiek systeem | periodiek systeem | periodiek systeem | periodiek systeem | periodiek systeem | periodiek systeem | periodiek systeem | periodiek systeem | periodiek systeem | periodiek systeem | 13 IIIa | 14 IVa | 15 Va  | 16 VIa | 17 VIIa | 2 He   |
| 2            | 3 Li         | 4 Be         |                   |                   |                   |                   |                   |                   |                   |                   |                   |                   | 5 B     | 6 C    | 7 N    | 8 O    | 9 F     | 10 Ne  |
| 3            | 11 Na        | 12 Mg        | 3 IIIb            | 4 IVb             | 5 Vb              | 6 VIb             | 7 VIIb            | 8 VIIIb           | 9 VIIIb           | 10 VIIIb          | 11 Ib             | 12 IIb            | 13 Al   | 14 Si  | 15 P   | 16 S   | 17 Cl   | 18 Ar  |
| 4            | 19 K         | 20 Ca        | 21 Sc             | 22 Ti             | 23 V              | 24 Cr             | 25 Mn             | 26 Fe             | 27 Co             | 28 Ni             | 29 Cu             | 30 Zn             | 31 Ga   | 32 Ge  | 33 As  | 34 Se  | 35 Br   | 36 Kr  |
| 5            | 37 Rb        | 38 Sr        | 39 Y              | 40 Zr             | 41 Nb             | 42 Mo             | 43 Tc             | 44 Ru             | 45 Rh             | 46 Pd             | 47 Ag             | 48 Cd             | 49 In   | 50 Sn  | 51 Sb  | 52 Te  | 53 I    | 54 Xe  |
| 6            | 55 Cs        | 56 Ba        | ↓                 | 72 Hf             | 73 Ta             | 74 W              | 75 Re             | 76 Os             | 77 Ir             | 78 Pt             | 79 Au             | 80 Hg             | 81 Tl   | 82 Pb  | 83 Bi  | 84 Po  | 85 At   | 86 Rn  |
| 7            | 87 Fr        | 88 Ra        | ↓↓                | 104 Rf            | 105 Db            | 106 Sg            | 107 Bh            | 108 Hs            | 109 Mt            | 110 Ds            | 111 Rg            | 112 Cn            | 113 Nh  | 114 Fl | 115 Mc | 116 Lv | 117 Ts  | 118 Og |
|              |              |              |                   |                   |                   |                   |                   |                   |                   |                   |                   |                   |         |        |        |        |         |        |
| Lanthanoïden | Lanthanoïden | Lanthanoïden | 57 La             | 58 Ce             | 59 Pr             | 60 Nd             | 61 Pm             | 62 Sm             | 63 Eu             | 64 Gd             | 65 Tb             | 66 Dy             | 67 Ho   | 68 Er  | 69 Tm  | 70 Yb  | 71 Lu   |        |
| Actinoïden   | Actinoïden   | Actinoïden   | 89 Ac             | 90 Th             | 91 Pa             | 92 U              | 93 Np             | 94 Pu             | 95 Am             | 96 Cm             | 97 Bk             | 98 Cf             | 99 Es   | 100 Fm | 101 Md | 102 No | 103 Lr  |        |

## Elementen
Elk chemisch element heeft een uniek atoomnummer, dat het aantal protonen in de atoomkern voorstelt, en daarmee ook het aantal elektronen van het vrije, ongeladen atoom. De meeste elementen komen voor met verschillende aantallen neutronen in de kern; deze varianten worden isotopen genoemd. Koolstof heeft bijvoorbeeld drie isotopen die in de natuur voorkomen: alle koolstofatomen hebben zes protonen en de meeste hebben ook zes neutronen, maar ongeveer 1% heeft zeven neutronen (koolstof-13) en een zeer kleine fractie heeft er acht (koolstof-14). De chemische eigenschappen van die isotopen zijn (in grote lijnen) gelijk, daarom worden isotopen in het periodiek systeem niet onderscheiden, maar samen gegroepeerd als één element. Sommige isotopen zijn stabiel, maar isotopen kunnen ook instabiel zijn. Ze vervallen dan na verloop van tijd naar isotopen van andere elementen, onder uitzending van straling. Elementen zonder stabiele isotopen krijgen de atoommassa van hun stabielste isotoop, waar zulke massa's tussen haakjes vermeld worden.

| Groepsnummer                    | 1               | 2                   | 3                                           | 4                 | 5                 | 6                 | 7                 | 8                 | 9                 | 10                | 11                | 12                | 13                | 14                | 15              | 16              | 17           | 18                     |
| CAS (Amerika, patroon A-B-A)    | IA              | IIA                 | IIIB                                        | IVB               | VB                | VIB               | VIIB              | VIIIB             | VIIIB             | VIIIB             | IB                | IIB               | IIIA              | IVA               | VA              | VIA             | VIIA         | VIIIA                  |
| oud IUPAC (Europa, patroon A-B) | IA              | IIA                 | IIIA                                        | IVA               | VA                | VIA               | VIIA              | VIII              | VIII              | VIII              | IB                | IIB               | IIIB              | IVB               | VB              | VIB             | VIIB         | Groep 0                |
| Triviale naam                   | Alkali- metalen | Aardalkali- metalen | Overgangsmetalen                            | Overgangsmetalen  | Overgangsmetalen  | Overgangsmetalen  | Overgangsmetalen  | Overgangsmetalen  | Overgangsmetalen  | Overgangsmetalen  | Overgangsmetalen  | Overgangsmetalen  |                   |                   |                 |                 | Halogenen    | Edelgassen             |
| Naam volgens element            | Lithium- groep  | Beryllium- groep    | Scandium- groep                             | Titanium- groep   | Vanadium- groep   | Chroom- groep     | Mangaan- groep    | IJzer- groep      | Kobalt- groep     | Nikkel- groep     | Koper- groep      | Zink- groep       | Boor- groep       | Koolstof- groep   | Stikstof- groep | Zuurstof- groep | Fluor- groep | Helium- of Neon- groep |
| Naam volgens element            | Lithium- groep  | Beryllium- groep    | Scandium- groep                             | Titanium- groep   | Vanadium- groep   | Chroom- groep     | Mangaan- groep    | Platinagroep      |                   |                   | Koper- groep      | Zink- groep       | Boor- groep       | Koolstof- groep   | Stikstof- groep | Zuurstof- groep | Fluor- groep | Helium- of Neon- groep |
|                                 | 1               |                     |                                             |                   |                   |                   |                   |                   |                   |                   |                   |                   |                   |                   |                 |                 |              | 18                     |
| 1                               | H               | 2                   | Periodiek systeem                           | Periodiek systeem | Periodiek systeem | Periodiek systeem | Periodiek systeem | Periodiek systeem | Periodiek systeem | Periodiek systeem | Periodiek systeem | Periodiek systeem | 13                | 14                | 15              | 16              | 17           | He                     |
| 2                               | Li              | Be                  |                                             |                   |                   |                   |                   |                   |                   |                   |                   |                   | B                 | C                 | N               | O               | F            | Ne                     |
| 3                               | Na              | Mg                  | 3                                           | 4                 | 5                 | 6                 | 7                 | 8                 | 9                 | 10                | 11                | 12                | Al                | Si                | P               | S               | Cl           | Ar                     |
| 4                               | K               | Ca                  | Sc                                          | Ti                | V                 | Cr                | Mn                | Fe                | Co                | Ni                | Cu                | Zn                | Ga                | Ge                | As              | Se              | Br           | Kr                     |
| 5                               | Rb              | Sr                  | Y                                           | Zr                | Nb                | Mo                | Tc                | Ru                | Rh                | Pd                | Ag                | Cd                | In                | Sn                | Sb              | Te              | I            | Xe                     |
| 6                               | Cs              | Ba                  | ↓                                           | Hf                | Ta                | W                 | Re                | Os                | Ir                | Pt                | Au                | Hg                | Tl                | Pb                | Bi              | Po              | At           | Rn                     |
| 7                               | Fr              | Ra                  | ↓↓                                          | Rf                | Db                | Sg                | Bh                | Hs                | Mt                | Ds                | Rg                | Cn                | Nh                | Fl                | Mc              | Lv              | Ts           | Og                     |
|                                 |                 |                     |                                             |                   |                   |                   |                   |                   |                   |                   |                   |                   |                   |                   |                 |                 |              |                        |
| Lanthanoïden                    | Lanthanoïden    | Lanthanoïden        | La                                          | Ce                | Pr                | Nd                | Pm                | Sm                | Eu                | Gd                | Tb                | Dy                | Ho                | Er                | Tm              | Yb              | Lu           |                        |
| Actinoïden                      | Actinoïden      | Actinoïden          | Ac                                          | Th                | Pa                | U                 | Np                | Pu                | Am                | Cm                | Bk                | Cf                | Es                | Fm                | Md              | No              | Lr           |                        |
|                                 |                 |                     |                                             |                   |                   |                   |                   |                   |                   |                   |                   |                   |                   |                   |                 |                 |              |                        |
|                                 |                 |                     | Chemische reeksen van het periodiek systeem |                   |                   |                   |                   |                   |                   |                   |                   |                   |                   |                   |                 |                 |              |                        |
|                                 |                 |                     | Alkalimetalen                               | Alkalimetalen     | Alkalimetalen     | Aardalkalimetalen | Aardalkalimetalen | Aardalkalimetalen | Overgangsmetalen  | Overgangsmetalen  | Overgangsmetalen  | Hoofdgroepmetalen | Hoofdgroepmetalen | Hoofdgroepmetalen | Metalloïden     | Metalloïden     | Metalloïden  |                        |
|                                 |                 |                     | Niet-metalen                                | Niet-metalen      | Niet-metalen      | Halogenen         | Halogenen         | Halogenen         | Edelgassen        | Edelgassen        | Edelgassen        | Lanthanoïden      | Lanthanoïden      | Lanthanoïden      | Actinoïden      | Actinoïden      | Actinoïden   |                        |

In een standaard periodiek systeem worden de elementen naar oplopend atoomnummer geordend. Een nieuwe rij (periode) begint als een nieuwe elektronenschil ('baan' van elektronen rond de kern) zijn eerste elektron krijgt. Kolommen (groepen) worden vastgesteld door de elektronenconfiguratie van de atomen; elementen met eenzelfde aantal elektronen in een bepaalde schil vallen onder dezelfde kolom (bv. zuurstof en seleen zitten in dezelfde kolom omdat ze beide vier elektronen hebben in hun buitenste p-schil). Elementen met overeenkomstige chemische eigenschappen vallen in het algemeen in dezelfde groep in het periodiek systeem, hoewel in het f-blok, en in sommige gevallen in het d-blok, de elementen in dezelfde periode ook overeenkomstige eigenschappen hebben. Het is dus relatief gemakkelijk om de chemische eigenschappen van een element te voorspellen, als men de eigenschappen van de aangrenzende elementen kent.
Anno 2019 zijn de elementen met atoomnummer 1 (waterstof) tot en met 118 (oganesson) ontdekt of gesynthetiseerd. De eerste 94 elementen komen voor in de natuur, hoewel sommige daarvan zeer zeldzaam zijn en in een laboratorium gesynthetiseerd werden voordat ze in de natuur ontdekt werden. Van de eerste 94 elementen zijn er 84 zogeheten 'primordiale elementen', wat betekent dat ze sinds het begin van de Aarde voorkomen. De andere 10 natuurlijke elementen ontstaan alleen tijdens het vervallen van die 'oerelementen'. Astaat (element 85) is nog nooit geobserveerd geweest; francium (element 87) kon enkel gefotografeerd worden in de vorm van het licht dat door microscopische hoeveelheden (300 000 atomen) werd uitgestraald. Elementen met atoomnummer vanaf 95 zijn enkel gesynthetiseerd in laboratoria. Het zwaarste element dat in macroscopische hoeveelheden in pure vorm is waargenomen, is einsteinium (element 99). Van verschillende elementen die in de natuur voorkomen, zijn synthetische radionucliden (niet in de natuur voorkomende radioactieve isotopen) in laboratoria geproduceerd. Aangenomen wordt dat de elementen 95 tot 100 ooit in de natuur voorkwamen, maar nu niet meer.
De elementen broom (35) en kwik (80) zijn de enige elementen in het periodiek systeem die bij 0 graden Celsius op Aarde (dat is op het aardoppervlak bij normale luchtdruk) in vloeibare vorm voorkomen. De elementen waterstof (1), helium (2), stikstof (7), zuurstof (8), fluor (9), neon (10), chloor (17), argon (18), krypton (36), xenon (54) en radon (86) komen van nature bij 0 graden Celsius op Aarde voor in gasvorm. Van de elementen vanaf rutherfordium (104) is de fase (nog) niet bekend of was het nog niet mogelijk dit te onderzoeken.
Het element technetium (43) is het element met het laagste elementnummer dat vrijwel alleen in synthetische vorm voorkomt.

## Groeperingen

### Groepen
Een groep of familie is een kolom in het periodiek systeem. Groepen hebben meestal belangrijkere periodieke trends dan periodes en blokken, die later uitgelegd worden. Moderne kwantummechanische theorieën van atoomstructuur verklaren de trends binnen groepen door het feit dat elementen binnen dezelfde groep algemeen dezelfde elektronenconfiguratie in hun buitenste elektronenschil hebben. Hierdoor hebben elementen in eenzelfde groep gelijksoortige chemische eigenschappen en is er een duidelijke trend bij stijgende atoomnummers. Maar in sommige delen van de tabel, voornamelijk het d-blok en f-blok, kunnen de horizontale overeenkomsten even belangrijk zijn als verticale gelijkheden.
Volgens een internationale naamconventie worden de groepen genummerd van 1 tot 18 van de meest linkse kolom (alkalimetalen) tot de meest rechtse kolom (edelgassen). Vroeger werden ze genummerd met Romeinse cijfers. In Amerika werden deze cijfers gevolgd door een "A" als de groep deel was van het s- of p-blok, of een "B" als de groep deel uitmaakte van het d-blok. De Romeinse cijfers kwamen overeen met het laatste cijfer van de moderne naamconventie (groep 4 was bijvoorbeeld IVB en groep 14 was groep IVA). In Europa was de nummering gelijkaardig, behalve dat de "A" gebruikt werd voor groepen 1-9 en "B" voor groepen 10 en hoger. Groepen 8, 9 en 10 werden ook beschouwd als één groep met driemaal de breedte, die in beide notaties als groep VIII bekend was. In 1988 kwam het nieuwe IUPAC-naamsysteem in gebruik, en de oude groepen raakten in onbruik.
Sommige groepen kregen een triviale reeksnaam, zoals in de onderstaande tabel te zien, hoewel sommige zelden worden gebruikt. Groepen 3-16 hebben in het Nederlands geen triviale naam (3-10 in het Engels) en er wordt naar verwezen met het groepsnummer of met de naam van het eerste element in de groep (zoals 'scandiumgroep') omdat ze minder gelijkheden en/of verticale trends hebben.
Elementen in dezelfde groep neigen tot het vertonen van patronen in atoomstraal, ionisatiepotentiaal en elektronegativiteit. Van boven naar beneden zal per groep de atoomstraal van de elementen toenemen, aangezien er meer elektronen zijn en de valentie-elektronen verder van de kern te vinden zullen zijn. Van bovenaf heeft elk opeenvolgend element een lagere ionisatiepotentiaal, omdat het gemakkelijker is een elektron te verwijderen aangezien de atomen minder sterk gebonden zijn. Groepen zullen ook van boven naar beneden een lagere elektronegativiteit hebben door de grotere afstand tussen valentie-elektronen en de kern. Er zijn echter uitzonderingen, zoals in groep 11 waar de elektronegativiteit stijgt naarmate men afdaalt in de groep.

### Periode
Een periode is een horizontale rij in het periodiek systeem. Hoewel de groepen algemeen de duidelijkste periodieke trends vertonen, zijn er enkele regio's waar horizontale trends duidelijker zijn dan de verticale, zoals in het f-blok, waar de lanthanoïden en actinoïden twee aanzienlijke horizontale series vormen.
Elementen in dezelfde periode vertonen trends in atoomstraal, ionisatiepotentiaal, elektronenaffiniteit en elektronegativiteit. Van links naar rechts in een periode zal de atoomstraal in het algemeen afnemen. Dit komt doordat elk opeenvolgend element een extra proton en elektron heeft, en de elektronen dichter naar de kern toe worden getrokken. Deze afname van de atoomstraal zorgt ervoor dat van links naar rechts in een periode de ionisatiepotentiaal ook zal stijgen. Hoe sterker een atoom gebonden is, hoe meer energie er nodig is om een elektron te verwijderen. De elektronegativiteit stijgt op dezelfde manier als de ionisatiepotentiaal door de aantrekkingskracht van de kern op de elektronen. Elektronenaffiniteit toont ook een lichte trend binnen periodes. Metalen (aan de linkerkant) hebben in het algemeen een lagere elektronenaffiniteit dan niet-metalen (aan de rechterkant), met uitzondering van de edelgassen.

### Blokken
Van links naar rechts: s-, f-, d-, p-blokken in het periodiek systeem
Naar specifieke regio's van het periodiek systeem kan worden verwezen als blokken, door de reeks waarin de elektronenschillen van de elementen gevuld worden. Elk blok wordt genoemd naar de schil waarin het "laatste" elektron zich bevindt. Het s-blok omvat de eerste twee groepen (alkalimetalen en aardalkalimetalen), alsook waterstof en helium. Het p-blok omvat de laatste zes groepen, 13 tot 18 in IUPAC-notatie, en bevat onder andere alle metalloïden. Het d-blok omvat groepen 3 tot 12, en bevat alle overgangsmetalen. Het f-blok, vaak weergegeven onder de rest van de tabel, heeft geen groepsnummers en omvat de lanthanoïden en actinoïden.

### Metalen, metalloïden en niet-metalen
Naar fysische en chemische eigenschappen kunnen de elementen geclassificeerd worden in de grote categorieën metalen, metalloïden en niet-metalen. Metalen zijn in het algemeen glanzende, zeer geleidende vaste lichamen, die legeringen vormen met elkaar en zoutachtige ionische verbindingen vormen met niet-metalen (behalve met edelgassen). De meeste niet-metalen zijn isolerende gassen; niet-metalen die verbindingen vormen met andere niet-metalen zijn covalent gebonden. Tussen de metalen en niet-metalen liggen de metalloïden, die tussenliggende eigenschappen bevatten.
Metalen en niet-metalen kunnen verder geordend worden in subcategorieën die een gradatie van metallische naar niet-metallische eigenschappen tonen, van links naar rechts in de rijen. De metalen zijn onderverdeeld in de zeer reactieve alkalimetalen, de minder reactieve aardalkalimetalen, de lanthanoïden en actinoïden, via de overgangsmetalen, eindigend met de fysisch en chemisch zwakke hoofdgroepmetalen. De categorie van de niet-metalen wordt onderverdeeld in (1) de niet-metalen die zich het dichtst bij de metalen bevinden en dus licht metallische eigenschappen hebben; (2) de halogenen, die in wezen niet-metallisch zijn; en (3) de edelgassen, die niet-metallisch en bijna compleet inert zijn. Gespecialiseerde groeperingen, zoals de refractaire metalen en edelmetalen, die subcategorieën zijn van de overgangsmetalen, zijn ook mogelijk en worden soms zo aangegeven.
De elementen in categorieën en subcategorieën verdelen volgens gedeelde eigenschappen is onvolmaakt. Er is een spectrum van eigenschappen binnen elke categorie, en men kan makkelijk overlappingen vinden, zoals het geval is bij de meeste classificatieschema's. Beryllium wordt bijvoorbeeld geclassificeerd als een aardalkalimetaal, hoewel zijn amfotere chemie en neiging om meestal covalente verbindingen te vormen, eigenschappen zijn van een hoofdgroepmetaal. Radon wordt geclassificeerd als niet-metaal en edelgas, hoewel het een kationische chemie heeft die beter past bij metalen. Er zijn andere classificatieschema's mogelijk, zoals het verdelen van de elementen volgens affiniteit met een bepaalde chemische fase of volgens kristalstructuur. De elementen op deze manier categoriseren dateert van 1869 toen Hinrichs schreef dat simpele grenzen konden getekend worden op een periodiek systeem om elementen met gelijkaardige eigenschappen te groeperen, zoals metalen en niet-metalen, of de gasvormige elementen.

## Periodieke trends

### Elektronenconfiguratie
De elektronenconfiguratie, ofwel de manier waarop elektronen die gebonden zijn aan neutrale atomen zijn georganiseerd, toont een periodiek patroon. De elektronen bezetten een serie elektronenschillen (schil 1, schil 2, enz). Elke schil bevat een of meer subschillen (genaamd s, p, d, f, en g). Bij toenemend atoomnummer zullen elektronen geleidelijk deze schillen en subschillen vullen, ongeveer volgens de Madelungregel, zoals te zien in het diagram. De elektronenconfiguratie van neon is bijvoorbeeld 1s2 2s2 2p6. Met atoomnummer 10 heeft neon 2 elektronen in de eerste schil en 8 elektronen in de tweede schil – waarvan 2 in de s-subschil en 6 in de p-subschil. In de taal van het periodiek systeem: de eerste keer dat een elektron een nieuwe schil bezet is de start van een nieuwe periode.
Aangezien de eigenschappen van een element grotendeels bepaald worden door de elektronenconfiguratie, tonen die eigenschappen regelmatige patronen en periodiek gedrag, met enkele voorbeelden in de onderstaande tabel. Deze periodiciteit, die al werd opgemerkt door Johann Döbereiner lang voor Niels Bohr de onderliggende theorie ontwikkelde, leidde tot de periodieke wet (de eigenschappen van de elementen herhalen zich in intervallen) en het formuleren van de eerste periodieke systemen.

### Atoomstraal
De atoomstraal varieert in een voorspelbare en verklaarbare manier over het hele periodiek systeem. Zo neemt de straal binnen een periode in het algemeen af van links naar rechts daar het aantal elektronenschillen gelijk blijft maar de lading en daarmee de aantrekkingskracht tussen elektronen en kern toe neemt. De atoomstraal neemt toe binnen elke groep van boven naar beneden daar er per periode een elektronenschil bijkomt. De straal neemt sterk toe tussen het edelgas aan het einde van de periode en het opvolgende alkalimetaal aan het begin van de volgende periode. Deze trends kunnen verklaard worden aan de hand van de theorie van de elektronenschillen van het atoom; ze vormden belangrijk bewijs voor het ontwikkelen en bevestigen van de kwantumtheorie.
De elektronen in de 4f-subschil, die opgevuld wordt als men van cerium (element 58) naar Ytterbium (element 70) gaat, zijn niet erg effectief in het afschermen van de stijgende kernlading voor de volgende subschillen. De elementen die direct volgen op de lanthanoïden hebben daarom kleinere atoomstralen dan verwacht, bijna gelijk aan die van de bovenliggende elementen. Zo heeft hafnium nagenoeg dezelfde atoomstraal (en chemie) als zirkonium, en tantaal heeft een gelijkaardige atoomstraal als niobium, enzovoort. Dit wordt de lanthanoïdecontractie genoemd. Het effect hiervan is merkbaar tot aan platina (element 78), waarna het verhuld wordt door een relativistisch effect, het inertepareneffect genaamd. De d-blok-contractie, een gelijkaardig effect tussen het d-blok en p-blok, is minder opvallend dan de lanthanoïdecontractie, maar heeft een vergelijkbare oorzaak.

### Ionisatiepotentiaal
De eerste ionisatiepotentiaal is de energie die nodig is om één elektron uit een atoom te verwijderen; de tweede ionisatiepotentiaal is de energie die nodig is om vervolgens een tweede elektron uit het atoom te verwijderen, enzovoort. Bij een gegeven atoom zullen opeenvolgende ionisatiepotentialen toenemen bij toenemende ionisatiegraad. Magnesium bijvoorbeeld heeft als eerste ionisatiepotentiaal 738 kJ/mol en als tweede 1450 kJ/mol. Elektronen in de dichter bij de kern gelegen orbitalen ondervinden een sterkere elektrostatische aantrekking, waardoor hun verwijdering steeds meer energie vereist. De ionisatiepotentiaal neemt toe als men in het periodiek systeem van links naar rechts en van beneden naar boven gaat.
Grote sprongen in opeenvolgende ionisatiepotentialen vinden plaats na het verwijderen van een elektron uit een edelgasconfiguratie. De twee eerste ionisatiepotentialen van magnesium, zoals eerder vermeld, komen overeen met het verwijderen van de twee 3s-elektronen, en de derde ionisatiepotentiaal is 7730 kJ/mol voor de verwijdering van een 2p-elektron uit de zeer stabiele, neon-achtige configuratie van Mg2+. Gelijkaardige sprongen komen voor in de ionisatiepotentiaal voor andere elementen in de derde rij.

### Elektronegativiteit
Elektronegativiteit is de neiging van een atoom om elektronen aan te trekken in een verbinding met andere atomen. De elektronegativiteit van atomen hangt af van het atoomnummer en van de afstand tussen de valentie-elektronen en de kern. Hoe hoger de elektronegativiteit, hoe sterker een element elektronen aantrekt. Het concept werd voorgesteld door Linus Pauling in 1932. In het algemeen stijgt de elektronegativiteit van links naar rechts in een periode en daalt ze van boven naar onder in een groep. Zo is fluor het meest elektronegatieve element, terwijl cesium het minst elektronegatief is, tenminste onder de elementen waarover genoeg informatie beschikbaar is.
Er zijn uitzonderingen op deze algemene regel. Gallium en germanium hebben een hogere elektronegativiteit dan respectievelijk aluminium en silicium, door d-blok-contractie. Elementen in de vierde periode meteen na de eerste rij van de overgangsmetalen, hebben bijzonder kleine atoomstralen omdat de 3d-elektronen de toenemende lading van de atoomkern niet goed kunnen afschermen, en kleinere atoomgrootte hangt samen met hogere elektronegativiteit. De abnormaal hoge elektronegativiteit van lood, vooral vergeleken met thallium en bismut, lijkt een artefact van dataselectie (en databeschikbaarheid) – berekeningsmethodes anders dan de Pauling-methode tonen een normale periodieke trend voor deze elementen.

### Elektronenaffiniteit
De elektronenaffiniteit van een atoom is de hoeveelheid energie die vrijkomt wanneer een elektron aan een neutraal atoom wordt toegevoegd om een negatief ion te vormen. Hoewel elektronenaffiniteit sterk varieert, zijn er toch trends zichtbaar. In het algemeen hebben niet-metalen meer positieve elektronenaffiniteit dan metalen. Chloor trekt het sterkst een extra elektron aan. Elektronaffiniteit De elektronenaffiniteiten van de edelgassen zijn nog niet overtuigend gemeten, en mogelijk hebben ze licht negatieve waarden.
In het algemeen zal de elektronenaffiniteit toenemen van links naar rechts in een periode. Dit komt door het vullen van de valentieschil (buitenste schil) van het atoom; een atoom uit groep 17 geeft meer energie vrij dan een atoom uit groep 1 wanneer het een extra elektron krijgt, omdat het zo de valentieschil opvult en het resultaat stabieler is.
In de figuur bij deze paragraaf is de elektronenaffiniteit van elementen uitgezet als functie van hun atoomnummer. Waarden stijgen in het algemeen door een periode, wat culmineert in topwaarden voor de halogenen voor ze weer sterk dalen naar die van de edelgassen. Voorbeelden van gelokaliseerde pieken zoals in waterstof, de alkalimetalen en de kopergroep (groep 11) worden veroorzaakt door een neiging tot het volledig vullen van de s-schil (waarbij de 6s-schil van goud verder gestabiliseerd wordt door relativistische effecten en de aanwezigheid van een gevulde 4f-subschil). Voorbeelden van gelokaliseerde dalen zijn te zien bij de aardalkalimetalen, stikstof, fosfor, mangaan en renium, en worden veroorzaakt door gevulde s-schillen, of half gevulde p- of d-schillen.

### Metallisch karakter
Hoe lager de waarden van de ionisatiepotentiaal, de elektronegativiteit en de elektronenaffiniteit zijn, hoe metallischer het karakter van een element is. Aan de andere kant zal het niet-metallisch karakter toenemen bij hogere waarden. Gezien de trends van deze drie eigenschappen, zal het metallisch karakter afnemen binnen een periode, en neemt het toe bij het afdalen langs een groep (met enkele uitzonderingen door de zwakke afscherming van de kern door d- en f-elektronen en relativistische effecten). Dus zijn de meest metallische elementen (zoals cesium of francium) te vinden in de linkerbenedenhoek van het periodiek systeem, en de meest niet-metallische elementen (zuurstof, fluor, chloor) in de rechterbovenhoek. De combinatie van horizontale en verticale trends in metaalkarakter verklaart de trapvormige grenslijn tussen metalen en niet-metalen die te vinden is op sommige periodieke systemen, alsook de gewoonte om soms meerdere elementen dicht bij die lijn te categoriseren als metalloïden.

## Geschiedenis

### Eerste pogingen tot systematisering
In 1789 publiceerde Antoine Lavoisier een lijst met 33 chemische elementen, gegroepeerd als gassen, metalen, niet-metalen en 'aarden'. Chemici zochten de gehele volgende eeuw naar een preciezere classificatie. In 1829 merkte Johann Döbereiner op dat veel elementen in drietallen konden gegroepeerd worden, zogeheten triaden, gebaseerd op hun chemische eigenschappen. Bijvoorbeeld, lithium, natrium en kalium kunnen in een drietal gegroepeerd worden als zachte, reactieve elementen. Döbereiner merkte ook op dat wanneer ze gerangschikt werden op atoomgewicht, het tweede lid van elk drietal ongeveer het gemiddelde was van de andere twee; dit stond bekend als de leer der triaden. De Duitse chemicus Leopold Gmelin werkte met dit systeem, en tegen 1843 had hij tien triaden, drie groepen van vier en een groep van vijf geïdentificeerd. Jean-Baptiste Dumas publiceerde in 1857 een werk dat de relaties tussen verschillende groepen metalen beschreef. Hoewel meerdere chemici relaties konden ontdekken tussen kleine groepen elementen, was er nog geen systeem dat ze allemaal kon omvatten.
In 1857 observeerde de Duitse chemicus Friedrich Kekulé dat koolstof vaak met vier andere atomen verbonden is. Methaan bijvoorbeeld bestaat uit één koolstofatoom en vier waterstofatomen. Dit concept werd uiteindelijk bekend als valentie; verschillende elementen binden verschillende aantallen atomen.
In 1862 publiceerde de Franse geoloog Alexandre-Émile Béguyer de Chancourtois een vroege vorm van het periodiek systeem, wat hij de aardse helix, of schroef, noemde. Hij was de eerste die de periodiciteit van de elementen opmerkte. Hij rangschikte de elementen in een spiraal op een cilinder volgens atoomgewicht, en toonde zo dat elementen met gelijkaardige eigenschappen met regelmatige tussenpozen lijken te verschijnen. Dit systeem bevatte enkele ionen en verbindingen samen met de elementen. Zijn artikel gebruikte geologische termen in plaats van chemische, en bevatte geen diagrammen; hierdoor kreeg het weinig aandacht tot het werk van Dmitri Mendelejev werd uitgegeven.
In 1864 publiceerde de Duitse chemicus Julius Lothar Meyer een tabel met 44 elementen, gerangschikt volgens valentie. De tabel toonde aan dat elementen met gelijkaardige eigenschappen vaak dezelfde valentie hebben. Tegelijkertijd publiceerde de Engelse chemicus William Odling een rangschikking van 57 elementen, geordend op atoomgewicht. Hoewel er onregelmatigheden en gebreken in zaten, merkte hij een periodiciteit op in het atoomgewicht van de elementen, en dat deze overeenkwamen met de wijze waarop ze doorgaans gegroepeerd werden. Odling speelde met het idee van een periodieke wet, maar volgde dit niet op. Hij stelde achteraf (in 1870) een op valentie gebaseerde classificatie voor.
De Engelse chemicus John Newlands schreef een reeks artikelen van 1863 tot 1866, en merkte op dat wanneer de elementen op toenemend atoomgewicht worden geordend, gelijkaardige fysieke en chemische eigenschappen zich voordoen met intervallen van acht; hij vergeleek die periodiciteit met die van muzikale octaven. Deze zogenoemde wet van de octaven werd echter bespot door Newlands' tijdgenoten, en de Chemical Society weigerde zijn werk te publiceren. Newlands kon toch een tabel van de elementen maken, en gebruikte het om het bestaan van onbekende elementen te voorspellen, zoals germanium. De Chemical Society erkende het belang van zijn ontdekkingen pas vijf jaar nadat ze die aan Mendelejev toeschreven.
In 1867 publiceerde de Duits-Amerikaanse chemicus Gustavus Hinrichs een spiraalvormig periodiek systeem, gebaseerd op atoomgewichten en spectra, en chemische gelijkaardigheden. Zijn werk werd gezien als idiosyncratisch, opzichtig en ondoorgrondelijk, waardoor het minder geaccepteerd werd.

### De tabel van Mendelejev
De Russische chemieprofessor Dmitri Mendelejev en de Duitse chemicus Julius Lothar Meyer publiceerden beiden (onafhankelijk van elkaar) hun periodieke systemen, respectievelijk in 1869 en 1870. Mendelejevs systeem was zijn eerste gepubliceerde versie; dat van Meyer was een uitbreiding op zijn vorige systeem uit 1864. Zij maakten beiden hun systemen door het opsommen van elementen in rijen en kolommen volgens atoomgewicht, met een nieuwe rij of kolom wanneer de eigenschappen zich begonnen te herhalen.
De erkenning en aanvaarding van Mendelejevs systeem kwam door twee beslissingen die hij nam. De eerste was om leemten in het systeem te houden, als het leek dat een element nog niet ontdekt was. Mendelejev was niet de eerste chemicus die dit deed, maar hij was de eerste waarvan aanvaard wordt dat hij ze gebruikte om de eigenschappen van nog onbekende elementen, zoals gallium en germanium te voorspellen. De tweede beslissing was om soms de voorgestelde rangschikking van atoomgewicht te negeren en aangrenzende elementen te verwisselen, zoals telluur en jood, om ze zo beter te kunnen groeperen in chemische families. Later, in 1913, stelde Henry Moseley de experimentele waarden van kernlading of atoomnummer van elk element vast, en toonde aan dat Mendelejevs ordening overeenkomt met toenemende atoomnummers.
Het belang van atoomnummers voor de organisatie van het periodiek systeem werd niet volledig onderkend tot men beter het bestaan en de eigenschappen van protonen en neutronen begreep. Mendelejevs periodiek systeem gebruikte atoomgewicht om de elementen te organiseren, omdat die informatie met redelijke nauwkeurigheid bepaald kon worden in die tijd. Atoomgewicht werkte in de meeste gevallen goed genoeg om een voorstelling te maken die de eigenschappen van onbekende elementen preciezer kon voorspellen dan voorgaande methoden. De vervanging van atoomgewicht door atoomnummers, zodra ze begrepen werden, gaf een definitieve, op gehele getallen gebaseerde reeks van de elementen, en Moseley voorspelde dat de enige onbekende elementen (in 1913) tussen aluminium (Z=13) en goud (Z=79) Z=43, 61, 72 en 75 waren, die allemaal later werden ontdekt. De reeks atoomnummers wordt vandaag nog gebruikt, met nieuwe synthetische elementen die geproduceerd en bestudeerd worden.

### Tweede versie en verdere ontwikkeling
In 1871 publiceerde Mendelejev zijn periodiek systeem in een nieuwe vorm, met groepen gelijkaardige elementen gesorteerd in kolommen in plaats van rijen. Die kolommen, genummerd I tot VIII komen overeen met de oxidatietoestand van het element. Hij maakte ook gedetailleerde voorspellingen over de eigenschappen van nog onbekende elementen, maar die moeten bestaan. Deze gaten werden gevuld toen chemici meer natuurlijke elementen ontdekten. Er wordt vaak beweerd dat het laatst ontdekte natuurlijk element francium was (wat Mendelejev eka-cesium noemde), in 1939. Plutonium werd synthetisch geproduceerd in 1940, maar werd in zeer kleine hoeveelheden in de natuur gevonden in 1971.
De gebruikelijke indeling van het periodiek systeem, ook de standaardvorm genoemd, wordt toegeschreven aan Horace Groves Deming. Deming, een Amerikaanse chemicus, publiceerde in 1923 een korte vorm (in de stijl van Mendelejev) en een middellange vorm  18 kolommen) van het periodiek systeem. In 1928 maakten Merck and Company een pamfletvorm van Demings 18-kolomstabel, die wijd verspreid werd in Amerikaanse scholen. Tegen de jaren 1930 verscheen de tabel van Deming in handboeken en scheikundige encyclopedieën. Het werd ook lang verspreid door Sargent-Welch Scientific Company.
Met de ontwikkeling van moderne kwantummechanische theorieën van de elektronenconfiguratie in atomen werd het duidelijk dat elke periode in de tabel overeenkwam met het vullen van een elektronenschil. Grotere atomen hebben meer subschillen, dus hadden latere tabellen steeds meer periodes nodig.
In 1945 stelde de Amerikaanse wetenschapper Glenn Seaborg voor dat de actinoïden, alsook de lanthanoïden, een f-subschil vulden. Vroeger dacht men dat de actinoïden een vierde rij waren van het d-blok. Seaborg's collega's suggereerden hem om zo'n radicaal voorstel niet te publiceren, omdat het waarschijnlijk zijn carrière zou ruïneren. Seaborg vond destijds dat hij geen carrière had om te ruïneren, dus publiceerde hij het toch. Zijn voorstel bleek correct en hij won de Nobelprijs voor de chemie in 1951 voor zijn werk rond het synthetiseren van actinoïden.
Hoewel kleine hoeveelheden van sommige transurane elementen te vinden zijn in de natuur, werden ze eerst ontdekt in een lab. Hun productie heeft het periodiek systeem sterk uitgebreid, beginnend met neptunium, gesynthetiseerd in 1939. Omdat veel transuranen zeer onstabiel zijn en snel vervallen, zijn ze moeilijk op te sporen wanneer ze geproduceerd worden. Er zijn controverses geweest over wie een bepaald nieuwe element had ontdekt, waarbij onafhankelijk onderzoek nodig was om te beslissen wie het eerst was en dus het recht had een naam voor te stellen voor het nieuwe element. De recentst geaccepteerde en benoemde elementen zijn flerovium (element 114) en livermorium (element 116), beide van een naam voorzien op 31 mei 2012. In 2010 beweerde een Russisch-Amerikaanse samenwerking in Doebna (Rusland) dat ze zes atomen hadden gesynthetiseerd van Tennessine (element 117), wat het de recentste beweerde ontdekking maakt.
Op 30 december 2015 werden elementen 113, 115, 117 en 118 formeel erkend door de IUPAC, wat de zevende rij van het periodiek systeem voltooit. Officiële namen en symbolen voor elk van deze elementen, die de tijdelijke namen vervingen, zoals ununpentium (Uup) voor element 115, kwamen er in 2016. Dit werden respectievelijk: nihonium, moscovium, tennesinne en oganesson. Elementen vanaf 119 moeten het nog doen met een tijdelijke naam.

## Alternatieve indelingen van het periodiek systeem
Naast de gebruikelijke indeling in 18 kolommen, bestaan er verschillende andere weergaven.

### 8 kolommen
Een versmalde variant gebruikt acht kolommen (zie afbeelding linksboven).

### 32 kolommen
In de 100 jaar sinds Mendelejev zijn systeem voor het eerst publiceerde in 1869 zijn er een geschatte 700 versies van het periodiek systeem gepubliceerd. Naast de vele rechthoekige variaties, zijn er ook andere formaten voor het periodiek systeem ontwikkeld, bijvoorbeeld een cirkel, kubus, cilinder, gebouw, spiraal, lemniscaat, octagonaal prisma, piramide, bol en driehoek. Zulke alternatieven worden vaak ontworpen om chemische of fysische eigenschappen te benadrukken die niet zo duidelijk zijn als in traditionele periodieke systemen.
Het moderne periodiek systeem wordt soms uitgebreid tot het lange formaat, of 32-kolomsformaat, door de f-blokelementen in hun natuurlijke positie te plaatsen tussen de s- en d-blokken. In tegenstelling tot de 18-kolomsversie vermijdt deze indeling onderbrekingen in de reeks stijgende atoomnummers. De relatie tussen het f-blok en de andere blokken van het periodiek systeem is zo ook makkelijker te zien. Jensen beveelt een tabelvorm aan met 32 kolommen, omdat de lanthanoïden en actinoïden anders door studenten worden gezien als onbelangrijke elementen die genegeerd kunnen worden. Ondanks deze voordelen van het 32-kolomsformaat, wordt het meestal vermeden in boeken omdat het daarvoor te breed is.

### Spiraal
Een populaire alternatieve structuur is die van Theodor Benfey (1960). De elementen worden gerangschikt in een doorlopende spiraal, met waterstof in het centrum en de overgangsmetalen, lanthanoïden en actinoïden in schiereilanden.
De meeste periodieke systemen zijn 2-dimensionaal, maar 3-dimensionale systemen bestonden al sinds 1862 (nog voor het periodiek systeem van Mendelejev uit 1869). Recentere voorbeelden zijn de 'Periodieke Classificatie' van Courtines (1925), het 'lagensysteem' van Wringley (1949), de 'Periodieke Helix' van Giguère (1965) en de 'Periodieke Boom' van Dufour (1996). Nog een stap verder gaat het 'periodieke systeem voor fysici' van Stowe (1989) dat als 4-dimensionaal kan worden gezien (drie ruimtelijke dimensies en één kleurdimensie).
Men kan zich de verschillende vormen van het periodiek systeem voorstellen alsof ze op een chemisch-fysisch continuüm liggen. Aan de meer chemische kant vindt men bijvoorbeeld het 'recalcitrante' 'periodiek systeem voor organisch-chemici' van Rayner-Canham, dat trends en patronen benadrukt, alsmede ongewone chemische relaties en eigenschappen. Aan het fysische uiteinde van het continuüm ligt het systeem van Janet (1928). De structuur daarvan is nauwer verbonden met de volgorde waarin de elektronenschillen worden gevuld, en dus ook met de kwantummechanica. Ergens in het midden van het continuüm ligt de alomtegenwoordige standaardvorm van het periodiek systeem. Dit wordt beschouwd als een indeling die beter de trends laat zien voor de aggregatietoestand, de elektrische en thermische geleidbaarheid, oxidatiegetallen, en andere eigenschappen die gemakkelijk kunnen worden bepaald met de traditionele technieken uit het chemisch laboratorium.
| Periodiek systeem volgens Janet | Periodiek systeem volgens Janet | Periodiek systeem volgens Janet | Periodiek systeem volgens Janet | Periodiek systeem volgens Janet | Periodiek systeem volgens Janet | Periodiek systeem volgens Janet | Periodiek systeem volgens Janet | Periodiek systeem volgens Janet | Periodiek systeem volgens Janet | Periodiek systeem volgens Janet | Periodiek systeem volgens Janet | Periodiek systeem volgens Janet | Periodiek systeem volgens Janet | Periodiek systeem volgens Janet | Periodiek systeem volgens Janet | Periodiek systeem volgens Janet | Periodiek systeem volgens Janet | Periodiek systeem volgens Janet | Periodiek systeem volgens Janet | Periodiek systeem volgens Janet | Periodiek systeem volgens Janet | Periodiek systeem volgens Janet | Periodiek systeem volgens Janet | Periodiek systeem volgens Janet | Periodiek systeem volgens Janet | Periodiek systeem volgens Janet | Periodiek systeem volgens Janet | Periodiek systeem volgens Janet | Periodiek systeem volgens Janet | Periodiek systeem volgens Janet | Periodiek systeem volgens Janet | Periodiek systeem volgens Janet |
| ------------------------------- | ------------------------------- | ------------------------------- | ------------------------------- | ------------------------------- | ------------------------------- | ------------------------------- | ------------------------------- | ------------------------------- | ------------------------------- | ------------------------------- | ------------------------------- | ------------------------------- | ------------------------------- | ------------------------------- | ------------------------------- | ------------------------------- | ------------------------------- | ------------------------------- | ------------------------------- | ------------------------------- | ------------------------------- | ------------------------------- | ------------------------------- | ------------------------------- | ------------------------------- | ------------------------------- | ------------------------------- | ------------------------------- | ------------------------------- | ------------------------------- | ------------------------------- | ------------------------------- |
| 1s                              |                                 |                                 |                                 |                                 |                                 |                                 |                                 |                                 |                                 |                                 |                                 |                                 |                                 |                                 |                                 |                                 |                                 |                                 |                                 |                                 |                                 |                                 |                                 |                                 |                                 |                                 |                                 |                                 |                                 |                                 | H                               | He                              |
| 2s                              |                                 |                                 |                                 |                                 |                                 |                                 |                                 |                                 |                                 |                                 |                                 |                                 |                                 |                                 |                                 |                                 |                                 |                                 |                                 |                                 |                                 |                                 |                                 |                                 |                                 |                                 |                                 |                                 |                                 |                                 | Li                              | Be                              |
| 2p 3s                           |                                 |                                 |                                 |                                 |                                 |                                 |                                 |                                 |                                 |                                 |                                 |                                 |                                 |                                 |                                 |                                 |                                 |                                 |                                 |                                 |                                 |                                 |                                 |                                 | B                               | C                               | N                               | O                               | F                               | Ne                              | Na                              | Mg                              |
| 3p 4s                           |                                 |                                 |                                 |                                 |                                 |                                 |                                 |                                 |                                 |                                 |                                 |                                 |                                 |                                 |                                 |                                 |                                 |                                 |                                 |                                 |                                 |                                 |                                 |                                 | Al                              | Si                              | P                               | S                               | Cl                              | Ar                              | K                               | Ca                              |
| 3d 4p 5s                        |                                 |                                 |                                 |                                 |                                 |                                 |                                 |                                 |                                 |                                 |                                 |                                 |                                 |                                 | Sc                              | Ti                              | V                               | Cr                              | Mn                              | Fe                              | Co                              | Ni                              | Cu                              | Zn                              | Ga                              | Ge                              | As                              | Se                              | Br                              | Kr                              | Rb                              | Sr                              |
| 4d 5p 6s                        |                                 |                                 |                                 |                                 |                                 |                                 |                                 |                                 |                                 |                                 |                                 |                                 |                                 |                                 | Y                               | Zr                              | Nb                              | Mo                              | Tc                              | Ru                              | Rh                              | Pd                              | Ag                              | Cd                              | In                              | Sn                              | Sb                              | Te                              | I                               | Xe                              | Cs                              | Ba                              |
| 4f 5d 6p 7s                     | La                              | Ce                              | Pr                              | Nd                              | Pm                              | Sm                              | Eu                              | Gd                              | Tb                              | Dy                              | Ho                              | Er                              | Tm                              | Yb                              | Lu                              | Hf                              | Ta                              | W                               | Re                              | Os                              | Ir                              | Pt                              | Au                              | Hg                              | Tl                              | Pb                              | Bi                              | Po                              | At                              | Rn                              | Fr                              | Ra                              |
| 5f 6d 7p 8s                     | Ac                              | Th                              | Pa                              | U                               | Np                              | Pu                              | Am                              | Cm                              | Bk                              | Cf                              | Es                              | Fm                              | Md                              | No                              | Lr                              | Rf                              | Db                              | Sg                              | Bh                              | Hs                              | Mt                              | Ds                              | Rg                              | Cn                              | Nh                              | Fl                              | Mc                              | Lv                              | Ts                              | Og                              | 119                             | 120                             |
|                                 |                                 |                                 |                                 |                                 |                                 |                                 |                                 |                                 |                                 |                                 |                                 |                                 |                                 |                                 |                                 |                                 |                                 |                                 |                                 |                                 |                                 |                                 |                                 |                                 |                                 |                                 |                                 |                                 |                                 |                                 |                                 |                                 |
|                                 | f-blok                          | f-blok                          | f-blok                          | f-blok                          | f-blok                          | f-blok                          | f-blok                          | f-blok                          | f-blok                          | f-blok                          | f-blok                          | f-blok                          | f-blok                          | f-blok                          | d-blok                          | d-blok                          | d-blok                          | d-blok                          | d-blok                          | d-blok                          | d-blok                          | d-blok                          | d-blok                          | d-blok                          | p-blok                          | p-blok                          | p-blok                          | p-blok                          | p-blok                          | p-blok                          | s-blok                          | s-blok                          |
|                                 |                                 |                                 |                                 |                                 |                                 |                                 |                                 |                                 |                                 |                                 |                                 |                                 |                                 |                                 |                                 |                                 |                                 |                                 |                                 |                                 |                                 |                                 |                                 |                                 |                                 |                                 |                                 |                                 |                                 |                                 |                                 |                                 |

## Open vragen en controverses

### Elementen met onbekende eigenschappen
Alle elementen tot oganesson zijn ontdekt, maar van de elementen boven hassium (element 108) zijn enkel van copernicium (element 112) en flerovium (element 114) de chemische eigenschappen bekend. De andere elementen kunnen zich mogelijk anders gedragen dan wat met extrapolatie voorspeld wordt, vanwege relativistische effecten; zo wordt er voorspeld dat flerovium enkele edelgasachtige eigenschappen vertoont, maar zuiver op grond van het atoomgetal zou men het in de koolstofgroep plaatsen. Recentere experimenten tonen echter aan dat flerovium zich chemisch inderdaad als lood gedraagt, zoals verwacht op basis van zijn plaats in het periodiek systeem.

### Uitbreidingen van het periodiek systeem
Het is onduidelijk of nieuwe elementen het patroon van het huidige periodiek systeem zullen blijven volgen in periode 8, of dat verdere aanpassing nodig zal zijn. Seaborg verwachtte dat periode 8 de rest van het systeem precies zou volgen, zodat er een nieuw s-blok zou komen voor elementen 119 en 120, en een g-blok voor de volgende 18 elementen, en 30 extra nieuwe elementen voor de f-, d- en p-blokken. Recenter hebben fysici zoals Pekka Pyykkö getheoretiseerd dat deze extra elementen de Madelungregel, die voorspelt hoe elektronenschillen worden opgevuld en dus het uitzicht van het periodiek systeem beïnvloedt, niet volgen.
|   | 1   |     |          |          |          |          |          |          |          |          |          |          |          |          |          |          |          |          |          |          |          |          |          |          |          |          |          |          |          |          |          |          |          |          |     |     |     |     |     |     |     |     |     |     |     |     |     |     |     | 18  |
| 1 | H   | 2   |          |          |          |          |          |          |          |          |          |          |          |          |          |          |          |          |          |          |          |          |          |          |          |          |          |          |          |          |          |          |          |          |     |     |     |     |     |     |     |     |     |     | 13  | 14  | 15  | 16  | 17  | He  |
| 2 | Li  | Be  |          |          |          |          |          |          |          |          |          |          |          |          |          |          |          |          |          |          |          |          |          |          |          |          |          |          |          |          |          |          |          |          |     |     |     |     |     |     |     |     |     |     | B   | C   | N   | O   | F   | Ne  |
| 3 | Na  | Mg  |          |          |          |          |          |          |          |          |          |          |          |          |          |          |          |          |          |          |          |          |          |          |          |          |          |          |          |          |          |          |          |          | 3   | 4   | 5   | 6   | 7   | 8   | 9   | 10  | 11  | 12  | Al  | Si  | P   | S   | Cl  | Ar  |
| 4 | K   | Ca  |          |          |          |          |          |          |          |          |          |          |          |          |          |          |          |          |          |          |          |          |          |          |          |          |          |          |          |          |          |          |          |          | Sc  | Ti  | V   | Cr  | Mn  | Fe  | Co  | Ni  | Cu  | Zn  | Ga  | Ge  | As  | Se  | Br  | Kr  |
| 5 | Rb  | Sr  |          |          |          |          |          |          |          |          |          |          |          |          |          |          |          |          |          |          | f - blok | f - blok | f - blok | f - blok | f - blok | f - blok | f - blok | f - blok | f - blok | f - blok | f - blok | f - blok | f - blok | f - blok | Y   | Zr  | Nb  | Mo  | Tc  | Ru  | Rh  | Pd  | Ag  | Cd  | In  | Sn  | Sb  | Te  | I   | Xe  |
| 6 | Cs  | Ba  |          |          |          |          |          |          |          |          |          |          |          |          |          |          |          |          |          |          | La       | Ce       | Pr       | Nd       | Pm       | Sm       | Eu       | Gd       | Tb       | Dy       | Ho       | Er       | Tm       | Yb       | Lu  | Hf  | Ta  | W   | Re  | Os  | Ir  | Pt  | Au  | Hg  | Tl  | Pb  | Bi  | Po  | At  | Rn  |
| 7 | Fr  | Ra  | g - blok | g - blok | g - blok | g - blok | g - blok | g - blok | g - blok | g - blok | g - blok | g - blok | g - blok | g - blok | g - blok | g - blok | g - blok | g - blok | g - blok | g - blok | Ac       | Th       | Pa       | U        | Np       | Pu       | Am       | Cm       | Bk       | Cf       | Es       | Fm       | Md       | No       | Lr  | Rf  | Db  | Sg  | Bh  | Hs  | Mt  | Ds  | Rg  | Cn  | Nh  | Fl  | Mc  | Lv  | Ts  | Og  |
| 8 | 119 | 120 | 121      | 122      | 123      | 124      | 125      | 126      | 127      | 128      | 129      | 130      | 131      | 132      | 133      | 134      | 135      | 136      | 137      | 138      | 139      | 140      | 141      | 142      | 143      | 144      | 145      | 146      | 147      | 148      | 149      | 150      | 151      | 152      | 153 | 154 | 155 | 156 | 157 | 158 | 159 | 160 | 161 | 162 | 163 | 164 | 165 | 166 | 167 | 168 |
| 9 | 169 | 170 | 171      | 172      | 173      | 174      | 175      | 176      | 177      | 178      | 179      | 180      | 181      | 182      | 183      | 184      | 185      | 186      | 187      | 188      | 189      | 190      | 191      | 192      | 193      | 194      | 195      | 196      | 197      | 198      | 199      | 200      | 201      | 202      | 203 | 204 | 205 | 206 | 207 | 208 | 209 | 210 | 211 | 212 | 213 | 214 | 215 | 216 | 217 | 218 |

### Het hoogst mogelijke atoomnummer
Het aantal mogelijke elementen is niet bekend. Een zeer vroege suggestie van Elliot Adams in 1911, gebaseerd op rangschikking van elementen in elke periode, was dat elementen met een atoommassa groter dan 256 (wat tussen elementen 99 en 100 zou liggen in het moderne systeem) niet bestonden. Een recentere schatting stelt dat het einde zal optreden niet ver na het stabiliteitseiland dat rond element 126 wordt verwacht: de verdere uitbreiding van het periodiek systeem en de isotopentabel wordt beperkt door de zogeheten drip lines van protonen en neutronen. Andere voorspellingen van het einde van het periodiek systeem zijn element 128 door John Emsley, element 137 door Richard Feynman, en element 155 door Albert Khazan.

#### Atoommodel van Bohr
Het atoommodel van Bohr geeft problemen voor atoomnummers groter dan 137, omdat zulke atomen 1s-elektronen zouden hebben met een grotere snelheid dan het licht. Het niet-relativistische Bohr-model kan dus niet correct worden toegepast op zulke elementen.

#### Relativistische diracvergelijking
De relativistische diracvergelijking geeft ook problemen voor atomen met meer dan 137 protonen. Voor zulke elementen is de golffunctie van het Diracgrondniveau oscillerend in plaats van gebonden, en zijn er geen gaten tussen de positieve en negatieve energiespectra, vergelijkbaar met de Paradox van Klein. Nauwkeurigere berekeningen, die rekening houden met de eindige grootte van de atoomkern, laten zien dat de bindingsenergie eerst de limiet voor elementen overschrijdt bij meer dan 137 protonen. Voor zwaardere elementen zal, als de binnenste orbitaal niet gevuld is, het elektrisch veld van de kern een elektron uit het vacuüm trekken, wat resulteert in het spontaan uitstoten van een positron; dit gebeurt echter niet als de binnenste orbitaal gevuld wordt, dus is element 137 niet noodzakelijk het einde van het periodiek systeem.

### Plaats van waterstof en helium
Er is geen overeenstemming over de plaatsing van de eerste twee elementen, waterstof en helium.
Volgens de normale elektronenconfiguratie staan waterstof en helium in groepen 1 en 2, boven lithium en beryllium. Maar die plaatsing wordt zelden gebruikt buiten de context van elektronenconfiguratie.
Toen de edelgassen ontdekt werden rond 1900, werden ze "groep 0" genoemd, omdat er toen nog geen chemische reactiviteit bekend was in die elementen, en helium werd bovenaan deze groep geplaatst, omdat het ook chemisch inert was. Toen de groep van formeel nummer veranderde, bleven veel auteurs toch helium boven neon plaatsen, in groep 18; deze notatie wordt ook gebruikt in de moderne IUPAC-tabel.
Helium heeft slechts twee valentie-elektronen, terwijl de rest van de edelgassen er acht heeft (hoewel de buitengewone inertie van helium vergelijkbaar is met die van neon en argon).
De chemische eigenschappen van waterstof zijn niet gelijkaardig aan die van de alkalimetalen in groep 1, dus wordt waterstof soms ergens anders geplaatst: het populairste alternatief is groep 17; onder andere vanwege de strikt monovalente, grotendeels niet-metallische chemie van waterstof, vergelijkbaar met die van fluor (dat normaal gezien bovenaan groep 17 staat). Soms wordt waterstof in twee groepen tegelijkertijd geplaatst, om aan te geven dat waterstof eigenschappen deelt met zowel de alkalimetalen als de halogenen. Een ander voorstel is boven koolstof in groep 14, omdat het zo past in de trends van stijgende ionisatiepotentiaal en elektronenaffiniteit. Waterstof wordt ook soms apart van de rest van het periodiek systeem geplaatst, omdat de algemene eigenschappen van waterstof niet perfect passen in enige groep: in tegenstelling tot waterstof vertonen de andere elementen van groep 1 metallisch gedrag; die van groep 17 vormen in het algemeen zouten; elementen van alle andere groepen tonen ten minste enige multivalente chemie.

### Groepen van de overgangsmetalen
De IUPAC-definitie van een overgangsmetaal is een element waarvan de atomen een incomplete d-subschil hebben, of waaruit kationen met een incomplete d-subschil kunnen worden gevormd. Met deze definitie zijn alle elementen in groepen 3 tot en met 11 overgangsmetalen. Dit betekent dat, volgens de IUPAC, groep 12 (met onder meer zink, cadmium en kwik) geen overgangsmetalen bevat.
Sommige chemici zien de d-blokelementen en overgangsmetalen als hetzelfde, en zien groep 12 dus wel als deel van de overgangsmetalen. In dit geval worden de elementen van groep 12 beschouwd als speciale gevallen, waar de d-elektronen normaal geen deel uitmaken van chemische bindingen. De recente ontdekking dat kwik zijn d-elektronen kan binden tot kwik(IV)fluoride heeft sommigen ervan overtuigd dat kwik als overgangsmetaal beschouwd kan worden. Anderen, onder wie Jensen, beredeneren dat de vorming van een verbinding als kwikfluoride enkel mogelijk is onder zeer abnormale condities. Hierdoor kan kwik niet als overgangsmetaal beschouwd worden onder een redelijke interpretatie van de definitie.
Nog andere chemici vinden dat groep 3 niet tot de overgangsmetalen behoort, omdat die elementen geen ionen met een gedeeltelijk gevulde d-schil vormen en dus geen karakteristieke eigenschappen van overgangsmetalen vertonen. In dit geval worden groepen 4 tot en met 11 als overgangsmetalen beschouwd.

### Periodes 6 en 7 in groep 3
Scandium en yttrium zijn de eerste twee elementen van groep 3. Er is onenigheid over groep 3 in de volgende periodes. Deze zijn oftewel lanthaan en actinium, of lutetium en lawrencium. Fysische en chemische argumenten zijn gegeven voor die laatste, maar niet iedereen is overtuigd. De meeste chemici zijn zich overigens niet eens bewust van deze controverse.
Traditioneel worden lanthaan en actinium als de twee overgebleven leden van groep 3 beschouwd. Men heeft wel gesuggereerd dat deze indeling opkwam in 1940, toen periodieke systemen die waren gebaseerd op elektronenconfiguratie, het concept van het 'verschil makende' elektron voorop stelden. De configuraties van cesium, barium en lanthaan zijn [Xe]6s1, [Xe]6s2 en [Xe]5d1 6s2. Lanthaan heeft dus een 5d-elektron extra ten opzichte van barium, wat het het eerste lid van het d-blok in groep 3 voor periode 6 maakt. Een consequente reeks elektronenconfiguraties wordt zo zichtbaar in groep 3: scandium [Ar]3d14s2, yttrium [Kr]4d15s2 en lanthaan [Xe]5d16s2. In periode 6 kreeg ytterbium een elektronenconfiguratie van [Xe]4f135d16s2 en lutetium [Xe]4f145d16s2, wat resulteert in een 4f-elektron dat voor lutetium het verschil maakt, wat het het laatste lid van periode 6 maakt. Matthias omschrijft de plaatsing van lanthaan onder yttrium als "een fout in het periodiek systeem – helaas bevorderd door Sargent-Welch ... en ... iedereen kopieerde hen." Lavelle argumenteerde om lanthaan onder yttrium te laten staan, aangezien meerdere bekende handboeken periodieke systemen in deze versie gebruikten.
In andere systemen zijn lutetium en lawrencium de overblijvende leden van groep 3. Vroege technieken voor het scheiden van scandium, yttrium en lutetium waren gebaseerd op het feit dat deze elementen bij elkaar hoorden in de zogenoemde "yttriumgroep", terwijl lanthaan en actinium in de "ceriumgroep" hoorden. Daarom werd niet lanthaan, maar lutetium door sommige chemici in de jaren 1920 en 1930 ondergebracht in groep 3. Later spectroscopisch werk vond dat de elektronenconfiguratie van ytterbium eigenlijk [Xe]4f146s2 was. Dit betekent dat ytterbium en lutetium (met configuratie van de tweede is [Xe]4f145d16s2) beide 14 f-elektronen hebben. Dat zorgt ervoor het d-elektron onderscheidend is voor lutetium, in plaats van het f-elektron, zodat het een even goede kandidaat is als [Xe]5d16s2 lutetium voor de positie onder yttrium. Meerdere fysici in de jaren 1950 en 1960 kozen voor lutetium, door de gelijkaardigheid van de fysische eigenschappen met die van lanthaan. Deze schikking, waar lanthaan het eerste lid van het f-blok is, wordt bestreden door sommige auteurs omdat lanthaan geen f-elektronen heeft. Op deze zorgen werd geantwoord dat dit niet erg is, gezien er ook andere abnormaliteiten in het systeem te vinden zijn – bijvoorbeeld thorium, wat geen f-elektronen heeft, maar toch deel is van het f-blok. Lawrencium, met een elektronenconfiguratie [Rn]5f147s27p1, is ook een abnormaliteit, of die nu in het f-blok of het d-blok staat, omdat de enige mogelijke p-blok-positie al is ingenomen door ununtrium, met een voorspelde elektronenconfiguratie [Rn]5f146d107s27p1.
De 32-kolomsversie van het periodiek systeem, waar lanthanoïden en actinoïden binnen het systeem worden geplaatst, is een voorgestelde oplossing op dit probleem. Hetzij lutetium en lawrencium, hetzij lanthaan en actinium kunnen onder scandium en yttrium geplaatst worden. Scerri verkiest de eerste optie, omdat de tweede optie het d-blok fragmenteert. Aan de andere kant geeft de tweede optie een betere indeling gezien de chemie van Sc, Y, La en Ac: die is gelijkaardig aan die van de aardalkalimetalen van groep 2, en de s-blokmetalen in het algemeen, maar vertoont weinig gelijkenissen met die van echte overgangsmetalen (hoewel Sc, Y, La en Ac fysisch dichter bij overgangsmetalen staan).

### Optimale vorm
De vele vormen van het periodiek systeem roepen de vraag op of er een optimale vorm is van het systeem. Men denkt dat het antwoord ervan afhangt of aan de chemische periodiciteit van de elementen een onderliggende waarheid ten grondslag ligt, als onveranderlijk onderdeel van het universum, of dat het een product is van subjectieve interpretatie, gebaseerd op de omstandigheden en voorkeuren van menselijke waarnemers. Een objectieve basis voor chemische periodiciteit zou de vragen over de plaatsing van waterstof en helium en de samenstelling van groep 3 kunnen oplossen. Als zo'n onderliggende waarheid bestaat, is ze nog niet ontdekt. Ondertussen kunnen de vele periodieke systemen als variaties gezien worden op chemische periodiciteit, die elk andere aspecten, eigenschappen, perspectieven en relaties tussen de elementen benadrukken. Dat vooral de standaardvorm van het periodiek systeem wordt gebruikt, komt mogelijk doordat deze indeling een goede balans treft, voor wat betreft hoe makkelijk ze te construeren is, de afmetingen, en weergave van de volgorde van de elementen en van periodieke trends.